# Personalisatie (economie)
Personalisatie, in economie, marketing of productie, is het op maat maken of personaliseren van producten en/of diensten, op basis van eigenschappen of voorkeuren van de gebruiker. Personalisatie vindt plaats door een gebruiker, die zelf een product of dienst configureert, of door een producent of dienstverlener, op basis van klantgegevens.